# Педагогическое общество Московского университета
Педагогическое общество (1898—1908) — научно-педагогическая и просветительская организация, созданная при Императорском Московском университете.

## История
Одно из крупнейших научно-педагогических и просветительных обществ в Российской империи, основанное (1898) по инициативе П. Г. Виноградова группой профессоров Московского университета (85 чел.) на базе отдела Московского общества распространения технических знаний. Общество фактически заняло место Московского комитета грамотности, закрытого (1896) Министерством народного просвещения.
Членами общества были главным образом учителя начальных и средних школ, директора, начальницы и инспектора средних учебных заведений Москвы.
Общество первоначально состояло из 5-и отделений:
- истории (председатель — С. П. Моравский),
- русского языка и словесности (председатель — С. Г. Смирнов),
- естественных наук (председатель — М. П. Варавва),
- математики (председатель — Б. К. Млодзеевский),
- физико-химических наук (председатель — Н. А. Умов).

Позже возникли ещё 5 отделений:
- религиозно-нравствственного воспитания и образования (председатель — Н. А. Елеонский),
- новых языков (председатель — Р. Ф. Брандт),
- географии (председатель — Д. Н. Анучин),
- семейного воспитания (председатель — Д. Д. Галанин),
- по начальным училищам (председатель — О. П. Герасимов).

Среди учредителей и деятельных членов общества также: А. С. Алексеев, А. Д. Алфёров, Н. В. Бугаев, П. Г. Виноградов, В. И. Герье, Н. Д. Зелинский, И. А. Каблуков, В. О. Ключевский, Л. М. Лопатин, В. В. Марковников, А. М. Миронов, П. А. Некрасов, А. П. Сабанеев, А. А. Тихомиров .
Работой общества управлял избираемый Совет.
Число членов общества:
- 1898: 600 членов,
- 1901: 1158 членов,
- 1902: 1546 членов,
- 1903: 1663 члена,
- 1904: 1803 члена.

Отделения общества разрабатывали вопросы дидактики и методики преподавания своего предмета, разрабатывали учебную и популярную литературу по предмету, знакомили преподавателей учебных заведений с новейшими достижениями науки в своей области, помогали в распространении передового педагогического опыта. При обществе действовали многочисленные комиссии: по подготовке к педагогической деятельности, по снабжению книгами и учебными пособиями, по организации библиотеки общества, по начальным училищам, по устройству образовательных экскурсий, по реформе высшей школы.
Общество выступило одним из пионеров в организации учебных экскурсий для учащихся и учителей в России, проводило циклы публичных лекций. Общество предложило упразднить «классицизм» в гимназиях (реализовано в 1901—1903), установить преемственность начальной и средней школы, разработало проект реорганизации городских училищ (его основные идеи были реализованы в законе о высших начальных училищах 1912), выступило с идеями создания организаций родителей учащихся — попечительств о средней школе (реализовано в 1905—1906 при создании родительских комитетов).
Отделение русского языка и литературы занималось вопросом подготовки реформы орфографии русского языка. Общество выступило с ходатайством об образовании комиссии для разработки проекта об упрощении рус. орфографии при Министерстве народного просвещения (создана при Петербургской АН в 1904).
Обществом Был учреждён крупнейший в Москве Педагогический музей (1902), открыт постоянный отдел педагогического музея в гимназии им. Г. П. Шелапутина (1903).
С началом «Банкетной кампании» (1904) Педагогическое общество стало одним из центров оппозиции в Москве. Общество возглавил приват-доцент Московского университета Н. А. Рожков, который стремился превратить заседания общества в площадку выступлений по актуальным политическим вопросам. В 1905—1907 на некоторые собрания общества приглашались рабочие московских предприятий (иногда в собрании принимало участие до 1 тыс. человек). Из состава общества вышла большая группа профессоров — Ф. Е. Корш, А. П. Лебедев, Л. М. Лопатин, М. К. Любавский, М. А. Мензбир, кн. С. Н. Трубецкой, Н. А. Умов, И. В. Цветаев и др.
В конце 1906 был выслан Н. А. Рожков, председателем Совета общества был избран П. Н. Сакулин. Постановлением Совета министров от 31.7.1907 общество было закрыто. Окончательное решение об его роспуске приняло общее собрание общества (1908).
Председатели Совета общества:
- П. Г. Виноградов (1898—1902),
- Н. А. Умов (1902—1903),
- К. А. Андреев (1903—1904)
- Н. А. Рожков (1904—1906),
- П. Н. Сакулин (1906—1908).